# Il viaggio dei pensieri
Il viaggio dei pensieri è un brano musicale della cantante Simonetta Spiri, pubblicato il 7 dicembre 2018 dall'etichetta discografica indipendente di Valerio Scanu NatyLoveYou.

## Il brano
La canzone è una power ballad scritta da Simonetta Spiri assieme a Gabriele Oggiano e prodotta da Enrico Palmosi.

## Il video
Il videoclip ufficiale è stato girato in bianco e nero da Fabrizio Cestari.
E' ambientato in una spiaggia di una località romana.

## Tracce
Download digitale
Testi e musiche di Simonetta Spiri, Gabriele Oggiano ed Enrico Palmosi; edizioni musicali Believe Digital.
1. Il viaggio dei pensieri – 3:00